# كوفيجيلو
كوفيجيلو هي بلدية (بلدة) في مقاطعة فاريزي في منطقة لومباردي الإيطالية ، وتقع على بعد حوالي 60 كيلومتر (37 ميل) شمال غرب ميلانو وحوالي 12 كيلومتر (7 ميل) شمال غرب فاريزي . اعتبارًا من 31 ديسمبر 2004 ، كان عدد سكانها 3228 نسمة ومساحتها 7.7 كيلومتر مربع (3.0 ميل2) . 
بلدة كوفيجليو تحتوي على فرازيوني (التقسيمات الفرعية ، بشكل رئيسي القرى والنجوع) فيرجوبيو ، كافونا ، وكانيكا دي كوفيجليو.
تقع كوفيجيلو على حدود البلديات التالية: كاسالزوينو و كاسانو فالكوفيا وكاستيلو كابياجيلو و كوفيو و دونو و رانسيو فالكوفيا .